# Baže Ilijoski
Baže Ilijoski (Szkopje, 1984. július 9. –) macedón válogatott labdarúgó.

## Nemzeti válogatott
A macedón válogatottban 13 mérkőzést játszott.

## Statisztika
| Macedón válogatott | Macedón válogatott | Macedón válogatott |
| Időszak            | Mérk.              | gól                |
| ------------------ | ------------------ | ------------------ |
| 2005               | 1                  | 0                  |
| 2006               | 1                  | 0                  |
| 2007               | 0                  | 0                  |
| 2008               | 0                  | 0                  |
| 2009               | 0                  | 0                  |
| 2010               | 4                  | 0                  |
| 2011               | 0                  | 0                  |
| 2012               | 0                  | 0                  |
| 2013               | 0                  | 0                  |
| 2014               | 3                  | 0                  |
| 2015               | 4                  | 0                  |
| Összesen           | 13                 | 0                  |